# Rytigynia bugoyensis
Rytigynia bugoyensis là một loài thực vật có hoa trong họ Thiến thảo. Loài này được (K.Krause) Verdc. miêu tả khoa học đầu tiên năm 1980.